# Snowfall: The Tony Bennett Christmas Album
Snowfall: The Tony Bennett Christmas Album è un album in studio del cantante statunitense Tony Bennett, pubblicato nel 1968. Si tratta del suo primo album natalizio.

## Tracce
1. Snowfall
2. My Favorite Things
3. The Christmas Song
4. Santa Claus Is Coming to Town
5. Medley: We Wish You a Merry Christmas/Silent Night/O Come All You Faithful/Jingle Bells/Where Is Love?
6. Christmasland
7. I Love the Winter Weather
8. White Christmas
9. Winter Wonderland
10. Have Yourself a Merry Little Christmas